# Azimut

L'arc vermell és l'azimut de l'estel mesurat des del sud. L'angle blau és l'azimut del mateix estel mésurat des del nord.

Azimut és una paraula que prové de l'àrab as-sumut (اَلسُّمُوت, "les direccions"), plural de as-samt, que pròpiament significa ‘el camí’. El significat del terme té algunes particularitats segons la disciplina en la qual s'usa.
Quan es fa servir com una coordenada celeste, l'azimut és la distància angular mesurada des del sud, sobre l'horitzó d'una estrella o un altre objecte astronòmic en el cel. L'estrella és el punt d'interès, el pla de referència és l'àrea local (per exemple, una àrea circular amb un radi de 5 km al nivell del mar) al voltant d'un observador a la superfície de la Terra, i el vector de referència apunta al nord veritable. L'azimut és l'angle entre el vector nord i el vector de l'estrella al pla horitzontal.
L'azimut generalment es mesura en graus (°). El concepte s'utilitza en navegació, astronomia, enginyeria, cartografia, mineria i balística.

## Etimologia
La paraula azimut es fa servir en tots els idiomes europeus actualment. Té el seu origen a l'àrab medieval amb السموت (al-sumūt, pronunciat as-sumūt), que significa "les direccions" (plural de l'àrab السمت al-samt = "la direcció"). La paraula àrab va entrar al llatí medieval tardà en un context astronòmic i en particular en l'ús de la versió àrab de l'astrolabi. El primer registre conegut en qualsevol idioma occidental està en espanyol a la dècada de 1270 en un llibre d'astronomia que es va derivar en gran part de fonts àrabs, el Libro del saber de astrología encarregat pel Rei Alfons X de Castella. El seu primer ús registrat en anglès és a la dècada de 1390 al Tractat de l'astrolabi de Geoffrey Chaucer.

## Definició
Azimut és l'angle que forma una direcció (per exemple, la que uneix una estrella o un objecte amb l'observador) amb una altra direcció fixa que es pren com a origen, mesurada sobre l'horitzó.

## Mesura
Convencionalment, l'azimut es mesura en el sentit de les agulles del rellotge o horari i en graus sexagesimals (en astronomia i navegació) o graus centesimals (en topografia i geodèsia). Com a origen, es pren generalment el sud (en astronomia) o el nord (en navegació, en topografia i geodèsia).

## Nàutica
En la nàutica, l'azimut es mesura des del punt cardinal nord en sentit horari de 0° a 360° i s'anomena azimut veritable (Azv) o real. L'azimut podrà ser magnètic, si es mesura respecte al nord magnètic (Azm), o azimut brúixola (Azc), en anglès 'compass', si es mesura des del punt nord de la brúixola. En el cas de les cartes de navegació aèries, en què s'usa l'azimut magnètic, se l'anomena rumb.

### Azimuts mesurats des del nord veritable
| Des del Nord | Des del Nord | Des del Nord  | Des del Nord |
| ------------ | ------------ | ------------- | ------------ |
| Nord         | 0° o 360°    | Sud           | 180°         |
| Nornorest    | 22,5°        | Sursudoest    | 202,5°       |
| Nord-est     | 45°          | Sud-oest      | 225°         |
| Estnord-est  | 67,5°        | Oestsud-oest  | 247,5°       |
| Est          | 90°          | Oest          | 270°         |
| Estsud-est   | 112,5°       | Oestnord-oest | 292,5°       |
| Sud-est      | 135°         | Nord-oest     | 315°         |
| Sursud-est   | 157,5°       | Nornord-oest  | 337,5°       |

### Conversions
Per convertir un rumb a un azimut cal primer conèixer la declinació magnètica. D'aquesta manera, si la declinació magnètica és a l'est, aleshores l'azimut serà el rumb més la declinació magnètica (Az = Rm+Dm). En canvi, si la declinació magnètica és a l'oest, aleshores l'azimut és igual al rumb menys la declinació magnètica (Az = Rm-Dm). Per facilitar les equacions i que se n'utilitzi una de sola, es fa servir l'equació on l'azimut és el rumb més la declinació magnètica tenint en compte la convenció de signes on Est és positiu i Oest és negatiu. Exemple: necessito trobar l'azimut en un punt on el rumb és de 60° i la declinació magnètica és de 5° Oest (-5°). Utilitzant la fórmula: Az = Rm+Dm = 60° + (-5°) = 55°.

### Demores en nàutica
En un vaixell en navegació s'anomena així l'angle mesurat «des del nord», en sentit horari, fins a un objecte (far, astre, embarcació, etc.). Atès que hi ha una diferència entre el nord geogràfic i el magnètic, hi ha una desviació a l'hora de portar a una carta nàutica els mesuraments de les demores. Pot ser demora veritable (Dv) o demora d'agulla (Da). La demora veritable és la demora d'agulla corregida amb la correcció total (Ct). És la que realment es marca a la carta nàutica.
La correcció total (Ct) és la suma de la declinació magnètica (dm), diferència entre els nords geogràfic i magnètic, i el desviament d'agulla, desviament produït per les masses metàl·liques i aparells d'un vaixell (Dv=Da+Ct).
Si l'angle es mesura des de la proa de l'embarcació s'anomena "marcació". Si la marcació s'obté pel babord de l'embarcació és negativa i si és per l'estribord és positiva.
Els marcaments es poden convertir en demores utilitzant la fórmula: demora=marcació+rumb.

### Instruments
La presa d'angles horitzontals al vocabulari mariner se sol anomenar «marcació». Als vaixells, les «marcacions visuals» es prenen des d'unes plataformes amb suspensió cardànica que tenen un cèrcol rotatori (alidada) anomenades taquímetres. En vaixells equipats amb girocompàs, els taquímetres solen posseir un "repetidor" del girocompàs, cosa que permet prendre directament l'"azimut compàs", al qual s'ha de sumar l'error conegut, si n'hi hagués.
També es pot prendre una "marcació radar" als ecos identificats. Si el radar està en presentació «relativa», és a dir, que la seva «línia de fe» està indicant la proa, a aquesta «demora» se li suma el rumb. Si el radar està en presentació "veritable", la línia de fe indica el Nord i es pren directament l'azimut.

## Cartografia
En cartografia, l'azimut es mesura des del punt cardinal nord.
És l'angle d'una direcció comptat en el sentit de les agulles del rellotge a partir del nord geogràfic. L'azimut d'un punt cap a l'est és de 90 graus i cap a l'oest de 270 graus sexagesimals. El terme azimut sols s'usa quan es tracta del nord geogràfic.
Quan es comença a comptar des del nord magnètic se sol denominar rumb o azimut magnètic. En geodèsia o topografia geodèsica l'azimut serveix per a determinar l'orientació d'un sistema de triangulació.